# Hönspiggfrö
Hönspiggfrö (Lappula marginata) är en strävbladig växtart som först beskrevs av Friedrich August Marschall von Bieberstein, och fick sitt nu gällande namn av Gürke. Enligt Catalogue of Life ingår Hönspiggfrö i släktet piggfrön och familjen strävbladiga växter, men enligt Dyntaxa är tillhörigheten istället släktet piggfrön och familjen strävbladiga växter. Arten förekommer tillfälligt i Sverige, men reproducerar sig inte. Inga underarter finns listade i Catalogue of Life.